# Guardian Building
Il Guardian Building è un grattacielo situato al 500 Griswold Street nel centro di Detroit in Michigan negli Stati Uniti.

## Descrizione
L'edificio utilizzato per ospitare uffici è proprietà della Contea di Wayne, il quale l'ho utilizzato come suo quartier generale.
Costruito nel 1928 e terminato nel 1929, l'edificio era originariamente chiamato Union Trust Building ed è un esempio di architettura Art Deco.
Il 29 giugno 1989 è stato classificato come monumento storico nazionale .